# Ängelholm (comuna)
Ängelholm (em sueco: Ängelholm kommun;  pronúncia) ou Angelolmo é uma comuna da Suécia localizada no condado de Escânia. Sua capital é a cidade de Ängelholm. Possui 420 quilômetros quadrados e segundo censo de 2018, havia 42 131 habitantes.